# Giuseppe Arcimboldo
Giuseppe Arcimboldo (Milaan, 5 april 1527 - aldaar, 11 juli 1593) is een kunstschilder uit de Italiaanse renaissance die vooral bekend is met portretten die samengesteld zijn uit allerlei voorwerpen, zoals groenten, fruit, bloemen, boeken en vissen.

## Biografie
Arcimboldo werkte aanvankelijk net als zijn vader als schilder aan de kathedraal van Milaan, tot hij in 1562 aan het hof in Praag ontboden werd door de Habsburgse keizer Ferdinand I. Ook diens opvolgers Maximiliaan II en Rudolf II waren zeer gecharmeerd door Arcimboldo’s talenten.
Hij bleef tot kort voor zijn dood aan het hof werkzaam als schilder, maar ook als architect, ontwerper van bizarre kostuums en decors en als organisator van grote festiviteiten en toernooien. Zijn werk werd in ambachtelijk en kunstzinnig opzicht zeer gewaardeerd, en het excentrieke, soms komische aspect vormde wellicht een welkome afleiding van de harde politieke realiteit van alledag.

## Werken
Arcimboldo heeft zijn hedendaagse bekendheid te danken aan de artistieke uitvinding van het compositieportret. Al direct na aankomst aan het Habsburgse hof schilderde hij er de eerste versie van De Vier Seizoenen: portretten, samengesteld uit bloemen, vruchten, takken en bladeren. In een tweede serie van vier schilderijen, maakte hij gezichten van de elementen lucht, land, water en vuur.

Portret van keizer Rudolf II, 1591, Skokloster

## Schilderstijl
Arcimboldo behoort tot een richting in de renaissance die maniërisme wordt genoemd.

## Musea
De werken van Arcimboldo zijn in diverse musea, onder andere in:
- Kunsthistorisches Museum in Wenen
- Louvre in Parijs
- Museum of Fine Arts in Boston
- Nationalmuseum in Stockholm